# Balafon

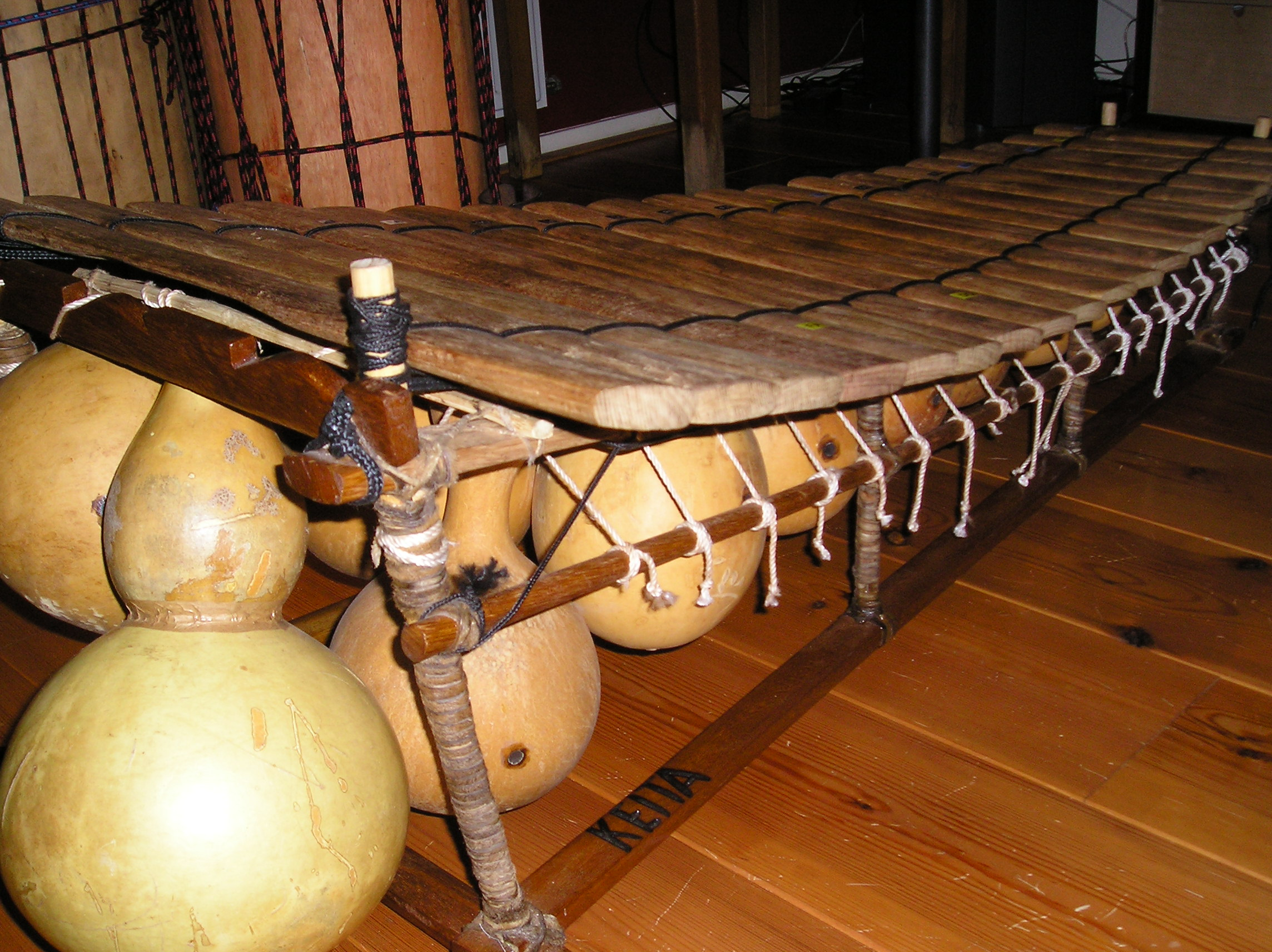
Balafon – instrument zachodnioafrykański

Balafon – tradycyjny zachodnioafrykański instrument perkusyjny z rodziny idiofonów, do dziś bardzo popularny m.in. w takich krajach jak Burkina Faso, Gambia, Gwinea, Mali i Senegal. Odmiana ksylofonu, w którym wysuszone owoce tykwy służą jako pudła rezonansowe. Często w tykwach można spotkać dziury zaklejone cienką folią, która pełni rolę membrany, co nadaje dźwiękowi specyficzne brzęczące brzmienie (tradycyjnie do robienia membran używane były do tego celu bardzo gęste sieci pająków).
W 2012 roku praktyki związane z balafonem wśród społeczności Senufo w Mali, Burkina Faso i Wybrzeżu Kości Słoniowej zostały wpisane na listę niematerialnego dziedzictwa UNESCO.